# Filles du Cœur très pur de Marie
Les Filles du Cœur très pur de Marie (en latin : Congregatio Sororum Filiarum Purissimi Cordis Beatae Mariae Virginis) est une congrégation religieuse enseignante de droit pontifical. 

## Histoire
La congrégation est fondée le 8 décembre 1885 à Zakroczym par le frère capucin Honorat de Biala (1829-1916) avec l'aide de Paule Malecka (1852-1927). À l'origine, c'est une société féminine laïque composée d'associées sans costume religieux et sans vœux privés pour éviter les difficultés créées par le gouvernement tsariste contre les congrégations catholiques consacrées à l'enseignement.
L'institut est agrégé aux frères mineurs capucins le 5 mars 1906, il reçoit le décret de louange le 13 avril 1907 et ses constitutions sont provisoirement approuvées par le Saint-Siège le 19 mars 1908.

## Activités et diffusion
Les sœurs se consacrent à l'enseignement.
Elles sont présentes en:
- Europe : Pologne, Italie, Biélorussie, Lituanie, Ukraine.
- Amérique : Brésil.

La maison-mère est à Nowe Miasto nad Pilicą.
En 2017, la congrégation comptait 277 sœurs dans 48 maisons.